# Herbert Appel
Herbert Appel Appel (Spantekow, Alemania, 1907 – Viña del Mar, Chile, 1993) fue un destacado científico, químico farmacéutico y académico alemán que residió y desarrolló la mayor parte de su carrera académica en Chile. Lugar donde también realizó varios aportes y contribuciones a la investigación en el área química. También fue decano de la Facultad de Química de la Universidad Técnica Federico Santa María y galardonado en el año 1970 con el Premio Nacional de Ciencias de Chile, por sus aportes a la investigación y docencia en el área de la química orgánica.
Además fue miembro de la Sociedad Chilena de Química y de la Academia de Ciencias de Chile.

## Biografía

### Primeros años y estudios
Nació y creció en la ciudad de Spantekow, ubicada en el norte de Alemania. Inició sus estudios universitarios en la Universidad de Leipzig lugar donde recibió su título de químico farmacéutico en el año 1930, y dos años más tarde en 1932 obtuvo el grado académico de doctor (Ph.D) en química orgánica en la misma institución.
Luego, siguió perfeccionándose profesionalmente tanto en algunas universidades de su país como también en Inglaterra, en donde tuvo la oportunidad de trabajar en investigación con destacados químicos. Dentro de estos científicos que lo orientaron en sus inicios como investigador, se encontraban: los profesores Hans Fischer, Robert Robinson y Norman Haworth, todos ellos galardonados con el Premio Nobel de Química por sus grandes trabajos en la disciplina. 
En el año 1937 decide abandonar Birmingham, Inglaterra. Para irse junto a su esposa Johanna y su hija Renate a Chile. En donde desempeñó y se dedicó a la labor de docencia e investigación en Química orgánica de la Universidad Técnica Federico Santa María (Valparaíso), en esta institución se hizo cargo de la cátedra de esa especialidad. Función que desempeñó hasta que se jubiló en el año 1981.
Tras su retiro, continuo viviendo en el barrio residencial Recreo de la ciudad de Viña del Mar junto a su esposa Johanna. Mientras que su hija regresó a Alemania mucho tiempo antes de su retiro en el año 1960. Falleció en esa ciudad en 1993 y el acto fúnebre se realizó en la capilla de la Universidad.

## Aportes principales
Herbert Appel hizo aportes relevantes al estudio de la flora nativa chilena, el particular, estudió el Drimys winteri, o «canelo magallánico» (el árbol sagrado de los mapuches) y el Skytanthus acutus o «cuerno de cabra» (del desierto de Atacama), identificando los principios activos para el desarrollo de nuevas drogas. Además, aunque sus experimentos no llegaron a fructifucar, se le reconoce como pionero en el diseño de metodologías para provocar precipitaciones de manera artificial en épocas de sequía.
También creó el laboratorio de Química de Productos Naturales en la UTFSM, espacio en donde se dedicó a progresar en sus investigaciones y labores docente. Su trabajo como académico significó sin duda uno de sus más grandes aportes lo que lo llevó a estar a cargo de más de 40 tesis de grado y trabajos de título. También publicó una gran cantidad de artículos en su área de estudio en revistas científicas tanto chilenas como extranjeras.
Fue precursor en la metodología para generar lluvias en temporadas de sequía, sin embargo no cumplió con el objetivo esperado.

## Premios y distinciones
En merecimiento a su gran labor docente e investigadora, el Doctor Herbert Appel fue premiado en 1963 por la Universidad Federico Santa María, bajo la categoría de Profesor Benemérito. También el año 1970 fue galardonado con el Premio Nacional de Ciencias de Chile en reconocimiento a su cooperación al progreso de la investigación y enseñanza de las ciencias en Chile. Y por último, en 1978 se le concedió la Orden al Mérito Docente y Cultural “Gabriela Mistral”, distinción otorgada a personalidades destacadas en el mundo de la enseñanza que contribuyen a favor de la educación, la cultura y honrar la labor docente.

##### Lista de premios
- Premio Profesor Benemérito 1963 (UTFSM)
- Premio Nacional de Ciencias 1970
- Orden al Mérito Docente y Cultural “Gabriela Mistral"

## Publicaciones

###### Artículos
- Appel, Herbert (1965). «93. The transformation of d-catechin into cyanidin chloride». Journal of the Chemical Society. doi:10.1039/JR9350000426. Consultado el 27 de junio de 2019.
- Appel, Robinson, Herbert, Robert (1935). «168. The constitution of cyanomaclurin». Journal of the Chemical Society. doi:10.1039/JR9350000752. Consultado el 30 de junio de 2019.
- Appel, H.; Haworth, W.N.; Cox, E.G.; Llewellyn, F.J (1938). «152. New ethylidene compounds of α- and β-methylglucosides». Journal of the Chemical Society. doi:10.1039/JR9380000793. Consultado el 30 de junio de 2019.
- Appel, Herbert (1935). «92. An easy method for the preparation of l-xylose». Journal of the Chemical Society. doi:10.1039/JR9350000425. Consultado el 1 de julio de 2019.